# Ten Sharp
Ten Sharp er en popgruppe fra Holland. Gruppen er primært kendt for nummeret "You", der var et stort hit i sommeren 1991.
Ten sharp blev oprindeligt dannet i forbindelse med en bandkonkurrence og udgav deres første nummer "When the snow falls" i 1984. Men pga. den udeblevne succes gik musikerne hver til sit. Musikerne Niels Hermes and Ton Groen fortsatte dog med at skrive sange og kom op med nummeret "You", der blev gruppens egentlige gennembrud.
Succesen med det andet album The fire inside nåede aldrig på niveau med debutalbummet. Albummet Shop of Memories fra 1995 skiller sig ud ved, i modsætning til de foregående to albums at være indspillet med studiemusikere frem for på computer. Musikerne var håndplukket til liveoptræden med de to første albums, men det blev besluttet også at indspille et album med bandet. Det er mange af de samme musikere der går igen på livealbummet Roots live, hvor gruppen primært spiller covernumre. Efter otte års pause udkom gruppens sidste album Stay i 2003 og er igen indspillet af studiemusikere samt orkester.

## Diskografi
- Under the water-line (1991)
- The fire inside (1993)
- Shop of memories (1995)
- Roots live (1996)
- Everything & More (Best of) (2000)
- Stay (2003)

| Musikgruppe | Spire Denne artikel om en musikgruppe er en spire som bør udbygges. Du er velkommen til at hjælpe Wikipedia ved at udvide den. |